# Daniel Hevier
Daniel Hevier ( ⃰ 6. prosince 1955, Bratislava) je slovenský spisovatel a vydavatel. Se ženou Maruškou a 3 dětmi žije v Petržalce u Bratislavy. Příležitostně učí na různých typech škol a vede kurzy tvořivého psaní a vnitřní kreativity.

## Životopis
Daniel Hevier se narodil 6. prosince 1955 v Bratislavě, dětství prožil v Prievidzi, kde chodil na základní školu a absolvoval gymnázium. Následně studoval na Filozofické fakultě Univerzity Komenského v Bratislavě obor estetika a slovenský jazyk. Během studia pracoval jako redaktor literární redakce v Československém rozhlase v Bratislavě. V letech 1982–1989 pracoval jako spisovatel na volné noze, poté působil ve vydavatelství Mladé letá (po r. 1989 jako šéfredaktor). Od roku 1991 vede vlastní vydavatelství HEVI v Bratislavě.
Literárně začal tvořit už jako středoškolák, své první verše uveřejňoval v různých literárních a dětských časopisech. Jako básník debutoval v roce 1974 sbírkou poezie Motýlí kolotoč, ve které projevil radost a okouzlení ze života, z krásy přírody, šťastného rodinného zázemí i z prvních citových okouzlení. Od té doby vydal necelou stovku knih – poezii, prózu, eseje, básně pro děti, pohádky, překlady, autorské antologie pro dospělé i děti… Některé z jeho knih byly přeloženy do dalších jazyků.
Kromě knih píše i texty písní, divadelní a rozhlasové hry, libreta muzikálů, filmové a televizní scénáře, spolupracuje s rozhlasem, televizí, překládá z angličtiny. Z americké literatury přeložil výběry poezie Wallace Stewensa Planéta na stole (1982) a Charlese Bukowského (1990). Z češtiny do slovenštiny přeložil několik knih pro děti – např. Mach a Šebestová, Arabela-Rumburak od Miloše Macourka nebo Aprílovou školu od Jiřího Žáčka.

## Dílo
- Motýlí kolotoč (1974) – Hevierova 1. sbírka poezie; zachycuje radost a okouzlení ze života, z krásy přírody, šťastného rodinného zázemí i z prvních citových okouzlení
- S otcom v záhrade (1976) – podobné téma jako v předcházející sbírce
- Vták pije z koľaje (1977) – básnické zamyšlení nad posláním a možnostmi krásy a poezie v současném světě; z formálního hlediska se projevil jako básník zvukomalebnosti slova a rýmu, kterému nechybí bohatá metaforika a vtip
- Nonstop (1981) – vyjadřuje napětí mezi odcizením mezilidských vztahů a nadějí, že přece jen existuje východisko na cestě k dobru a morálním hodnotám člověka
- Elektrónkový klaun (1983) – napětí jako v předcházející sbírce navíc umocněné obavou z dehumanizačního vlivu technické civilizace na osudy lidstva
- Muž hľadá more (1984) – o cestě muže, který hledá svoje místo v životě
- Pohyblivý breh (1984) a V každých dverách (1988) – civilizační poezie všedního dne
- Psí tridsiatok (1990) – satirické verše
- Porozumenie v jednej reči (1988) – soubor literárně-kritických esejí a úvah o současných slovenských básnících

### Tvorba pro děti
- Nevyplazuj jazyk na leva (1982)
- Básnička ti pomôže (1989)
- Hovorníček (1992)
- Heviho ABC (1995)
- Aby bolo veselo (1998)
- Kam chodia na zimu zmrzlinári (1984), Trinásť pochodujúcich čajníkov (1984), Aprílový Hugo (1985), Odlet papierových lastovičiek (1985), Skladací dáždnik a Dáždnikový skladateľ (1986), Futbal s papučou (1989), Z poslednej lavice (O škole nevážne, vážne a odvážne; 1898), Nám sa eště nechce spať (1990)… – humoristické pohádky ze života současných dětí a ze světa, který postupně objevují

### Rozhlasové hry
- Keď budeš sám, zavolaj (1989) – pohádková rozhlasová hra
- Silvester v škole (1989) – humoristická rozhlasová hra